# Conistra ochrea
Conistra ochrea är en fjärilsart som beskrevs av Tutt 1892. Conistra ochrea ingår i släktet Conistra och familjen nattflyn. Inga underarter finns listade i Catalogue of Life.